# ایلی-سو-سام
ایلی-سو-سام (به فرانسوی: Ailly-sur-Somme) یک کمون در فرانسه است که در Canton of Picquigny واقع شده‌است.

## خصوصیات
ایلی-سو-سام ۱۵٫۰۶ کیلومترمربع مساحت و ۳٬۲۰۹ نفر جمعیت دارد و ۱۹ متر بالاتر از سطح دریا واقع شده‌است.